# Hysham
Hysham är administrativ huvudort i Treasure County i Montana. Orten har fått sitt namn efter ranchägaren Charles J. Hysham.